# The Holiday Sessions
The Holiday Sessions é um extended play (EP) lançado pela banda de rock estadunidense Paramore. Foi lançado em uma edição limitada de vinil de 7", com apenas 700 cópias criadas e 300 disponíveis apenas para o Record Store Day de 2013 em Nashville, Tennessee em 20 de abril. 
O vinil de 7" tem o formato de uma flor de hibisco rosa.
O EP consiste nos três interlúdios presentes no quarto álbum de estúdio da banda Paramore.

## Faixas
Todas as faixas escritas por Hayley Williams e Taylor York, exceto onde notado.
| N.º            | Título                                               | Duração |  |
| 1.             | "Interlude: Moving On"                               | 1:30    |  |
| 2.             | "Interlude: Holiday" (Jeremy Davis, Hayley Williams) | 1:09    |  |
| 3.             | "Interlude: I'm Not Angry Anymore"                   | 0:52    |  |
| Duração total: | Duração total:                                       | 3:31    |  |

## Créditos
Créditos adaptados do encarte do vinil.
- Hayley Williams – vocais principais
- Jeremy Davis – baixo
- Taylor York – ukulele